# Copelatus indicus
Copelatus indicus är en skalbaggsart som beskrevs av Sharp 1882. Copelatus indicus ingår i släktet Copelatus och familjen dykare. Inga underarter finns listade i Catalogue of Life.